# 0575
0575 è il prefisso telefonico del distretto di Arezzo, appartenente al compartimento di Firenze.
Il distretto comprende la provincia di Arezzo ad eccezione dei comuni di Bucine, Castelfranco di Sopra, Cavriglia, Loro Ciuffenna, Montevarchi, Pian di Scò, San Giovanni Valdarno e Terranuova Bracciolini; facenti parte del distretto di Firenze (055). Confina con i distretti di Forlì (0543) a nord, di Rimini (0541), di Urbino (0722) e di Perugia (075) a est, di Chianciano Terme (0578) e di Siena (0577) a sud e di Firenze (055) a ovest.

## Aree locali e comuni
Il distretto di Arezzo comprende 31 comuni suddivisi nelle 3 aree locali di Arezzo (ex settori di Arezzo e Laterina), Cortona (ex settori di Cortona e Monte San Savino) e Sansepolcro (ex settori di Bibbiena, Pieve Santo Stefano, Poppi e Sansepolcro), e nelle 14 reti urbane di Arezzo, Badia Tedalda, Bibbiena, Castiglion Fibocchi, Civitella in Val di Chiana, Cortona, Foiano della Chiana, Laterina, Montemignaio, Monte San Savino, Pieve Santo Stefano, Poppi, Sansepolcro, e Subbiano. I comuni compresi nel distretto sono: Anghiari, Arezzo, Badia Tedalda, Bibbiena, Capolona, Caprese Michelangelo, Castel Focognano, Castel San Niccolò, Castiglion Fibocchi, Castiglion Fiorentino, Chitignano, Chiusi della Verna, Civitella in Val di Chiana, Cortona, Foiano della Chiana, Laterina, Lucignano, Marciano della Chiana, Monte San Savino, Montemignaio, Monterchi, Ortignano Raggiolo, Pergine Valdarno, Pieve Santo Stefano, Poppi, Pratovecchio, Sansepolcro, Sestino, Stia, Subbiano e Talla .
AREE LOCALI E RETI URBANE
Area Locale di Arezzo
Comprende le Reti Urbane di: Arezzo, Castiglion Fibocchi, Civitella in Val di Chiana, Laterina e Subbiano.
Rete Urbana di Arezzo
Comprende il solo Comune di Arezzo.
Rete Urbana di Castiglion Fibocchi
Comprende il solo Comune di Castiglion Fibocchi.
Rete Urbana di Civitella in Val di Chiana
Comprende il solo Comune di Civitella in Val di Chiana.
Rete Urbana di Laterina
Comprende i soli 2 Comuni di Laterina e Pergine Valdarno.
Rete Urbana di Subbiano
Comprende i soli 2 Comuni di Capolona e Subbiano.
Area Locale di Cortona
Comprende le Reti Urbane di Cortona, Foiano della Chiana e Monte San Savino.
Rete Urbana di Cortona
Comprende i soli 2 Comuni di Castiglion Fiorentino e Cortona.
Rete Urbana di Foiano della Chiana
Comprende il solo Comune di Foiano della Chiana.
Rete Urbana di Monte San Savino
Comprende i Comuni di Lucignano, Marciano della Chiana e Monte San Savino.
Area Locale di Sansepolcro
Comprende le Reti Urbane di: Badia Tedalda, Bibbiena, Montemignaio, Pieve Santo Stefano, Poppi e Sansepolcro.
Rete Urbana di Badia Tedalda
Comprende i soli 2 Comuni di Badia Tedalda e Sestino.
Rete Urbana di Bibbiena
Comprende i Comuni di: Bibbiena, Castel Focognano, Chitignano, Chiusi della Verna, Ortignano e Talla.
Rete Urbana di Montemignaio
Comprende il solo Comune di Montemignaio.
Rete Urbana di Pieve Santo Stefano
Comprende i soli 2 Comuni di Caprese Michelangelo e Pieve Santo Stefano.
Rete Urbana di Poppi
Comprende i Comuni di: Castel San Niccolò, Poppi, Pratovecchio e Stia.
Rete Urbana di Sansepolcro
Comprende i Comuni di: Anghiari, Monterchi e Sansepolcro.